# Gil-Galad
Gil-Galad er en person fra fantasy-romanenerne Silmarillion og Ringenes Herre af den engelske forfatter J.R.R. Tolkien. Han var Noldornes stor-konge i 2. alder. Han var søn af Fingon.
Gil-Galad er især kendt for 2 helt forskellige roller
- Han var den sidste Noldo-storkonge i Beleriand efter at Turgon var blevet dræbt i forsvaret af sin fæstning Gondolin.
- Han ledede den store alliance af mennesker og elvere mod Sauron i slutningen af 2. alder

Gil-Galads tidlige historie fremgår ikke klart af Tolkiens bøger, men har må være født i Beleriand i 1. alder.
Efter det sidste store slag i 1. alder hvor Melkor blev besejret, grundlagde Gil-Galad et rige i Lindon ved Belegaer-havets kyst. På sit højeste strakte dette rige sig hele vejen til Tågebjergene og Elronds rige i Kløvedal (Ringenes Herre)
Gil-Galad var angiveligt den første elver til at mistro den fremmede Annatar, der senere viste sig at være Sauron. Efter at Sauron smedede hersker-ringen (Den Ene Ring) fik Gil-Galad den ene af de 3 elver-ringe, Vilya (Luftens ring).
Gennem det meste af 2. alder opretholdt Gil-Galad et godt forhold til Numenoreanerne. Dette var til stor nytte under den store krig mellem Sauron og Elverne. En stor numenoreansk styrke under kong Tar-Minastir hjalp Gil-Galad med at besejre Saurons styrker.
Men i slutningen af 2. alder vendte Sauron tilbage med en stor hær og gik i krig mod Gondor. Gil-Galad og Elendil dannede den sidste alliance af elvere og mennesker, og belejrede Sauron i Mordor. Alliancen sejrede men både Gil-Galad og Elendil omkom.

## Sang om Gil-Galad
I kapitel 11 (En kniv i mørket)i 1. bog i 1. bind synger Sam en gammel sang om Gil-Galad:
```
   En elverkonge var Gil-Galad
   Så sørgelig om hannem kvad
   Den sidste som riget i frihed så
   Og mellem havet og bjerget det lå
```

```
   Hans lanse var skarp og langt hans sværd
   En hjelm af guld han bar på sin færd
   På himlen stod stjerner så mangefold
   Og spejled sig i hans sølverskjold
```

```
   For længe siden bort han red
   Hvor nu han dvæler slet ingen ved
   For kongens stjerne fra himlens rand
   Faldt ned i mørket i Mordorland
```

| Fiktion | Spire Denne artikel om en historie eller noget fiktivt er en spire som bør udbygges. Du er velkommen til at hjælpe Wikipedia ved at udvide den. |